# Свободная Жизнь (Орловская область)
Свободная Жизнь — деревня в Сосковском районе Орловской области России.
Входит в состав муниципального образования Рыжковского сельского поселения.

## География
Расположена северо-западнее посёлка Первомайский на берегу речки, впадающей в реку Крома.
Через деревню проходит просёлочная дорога, выходящая на автомобильную дорогу.

## История
По состоянию на 1927 год принадлежала Ефимовскому сельскому совету Лубянской волости Дмитровского уезда. Население деревни оставляло 118 человек (52 мужчины и 66 женщин) при 19 хозяйствах.

## Население
| 2010 |
| ---- |
| 13   |